# Gheorghe Gheorghiu-Dej
Gheorghe Gheorghiu-Dej (Bârlad, 8 november 1901 – Boekarest, 19 maart 1965) was een Roemeens staatsman.
Hij werd als Gheorghe Gheorghiu geboren als zoon van een arbeider. Zelf werkte hij als spoorwegbeambte. Hij zat meerdere malen gevangen. In 1930 werd hij lid van de Roemeense Communistische Partij. In 1931 nam hij als tweede naam die van de stad Dej aan, waar hij op dat moment als gevangene verbleef. In 1933 werd hij gearresteerd wegens het organiseren van een grote spoorwegstaking. Hij werd veroordeeld tot 12 jaar dwangarbeid.
In augustus 1944 ontvluchtte hij het interneringskamp en sloot zich aan bij het verzet. Na de val van het fascistisch regime van Ion Antonescu later die maand en de Roemeense oorlogsverklaring aan de asmogendheden, werd Gheorghiu-Dej als minister van Verkeer opgenomen in de nieuwe regering. Later werd hij minister van Economische Zaken (tot 1946).
In het voorjaar van 1945 bracht hij met andere communisten en sympathisanten premier Nicolae Rădescu ten val en bracht hij Petru Groza van het pro-communistische Landbouwersfront aan de macht. In oktober 1945 werd hij tot secretaris-generaal van de Roemeense Communistische Partij (RCP) gekozen. Na 1946 had hij zitting in het staatsplanningscomité.
In december 1947 dwong Gheorghiu-Dej koning Michaël van Roemenië tot aftreden en liet hij de Roemeense Volksrepubliek uitroepen. Sindsdien was hij de machtigste persoon in Roemenië.
Zijn macht werd vergroot toen hij in 1952 zijn voornaamste rivalen, mevr. Ana Pauker, de minister van Buitenlandse Zaken, en politbureaulid Vasile Luca, ten val bracht en zelf het premierschap op zich nam.
Na de dood van Stalin (1953) volgde Gheorghiu-Dej een koers van "nationaalcommunisme" en distantieerde hij zich enigszins van de door Moskou voorgeschreven koers. Het feit dat hij de Roemeense belangen voorop stelde maakte hem redelijk populair in eigen land en economisch gezien bracht hij een zekere voorspoed. Tegelijkertijd breidde hij de macht van de Securitate, de geheime politie, verder uit en liet hij tal van tegenstanders gevangenzetten.
In 1961 verwisselde Gheorghiu-Dej het premierschap voor het voorzitterschap van de Staatsraad (dat wil zeggen het presidentschap). Nadien trad er een zekere dooi in. In 1963 weigerde hij de lijn van Chroesjtsjov te volgen in diens veroordeling van China. Daarnaast breidde hij de diplomatieke betrekkingen met Joegoslavië uit.
In 1965 overleed Gheorghe Gheorghiu-Dej en werd als secretaris-generaal van de RCP opgevolgd door Nicolae Ceaușescu, die langzamerhand dezelfde macht als Gheorghiu-Dej wist te vergaren.

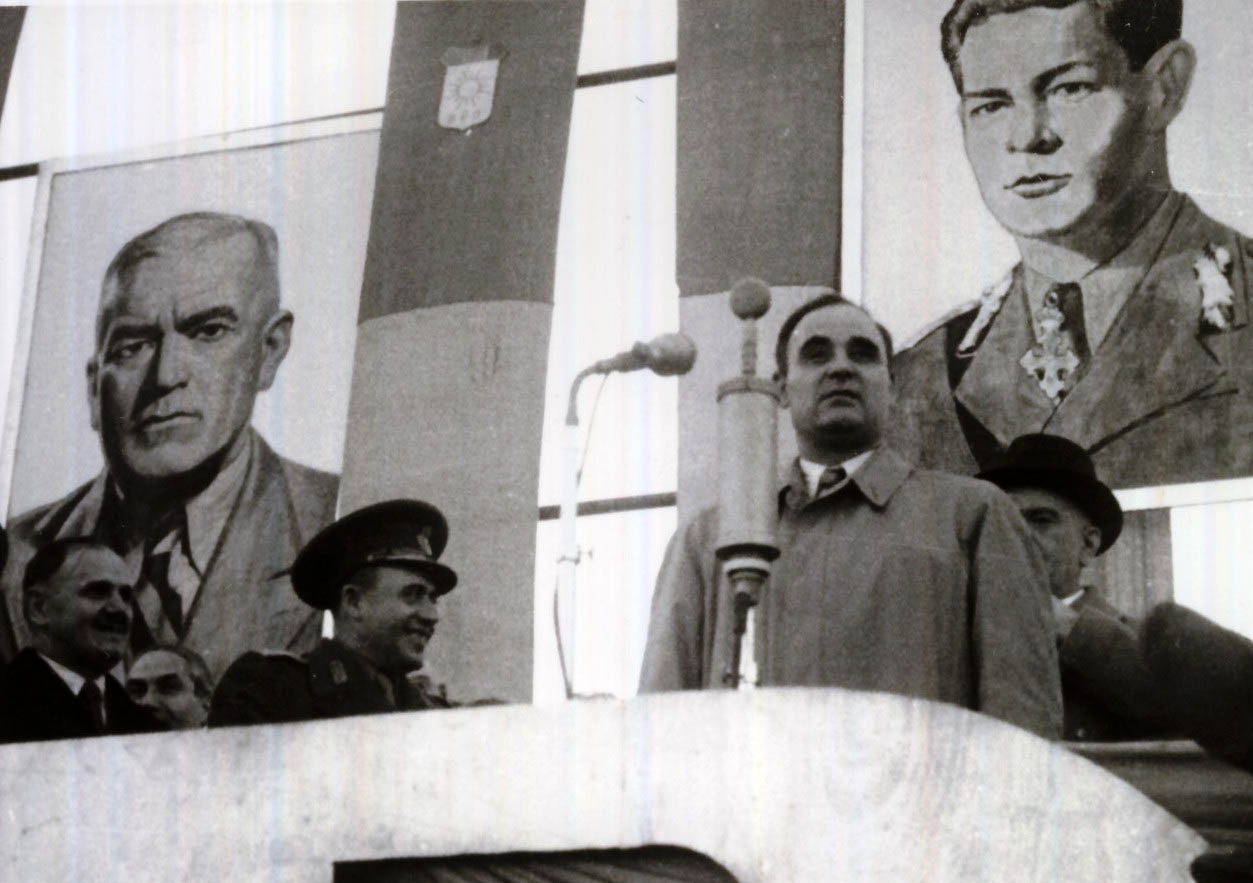
Gheorghiu-Dej spreekt op een arbeidersbijeenkomst in Boekarest (1946)
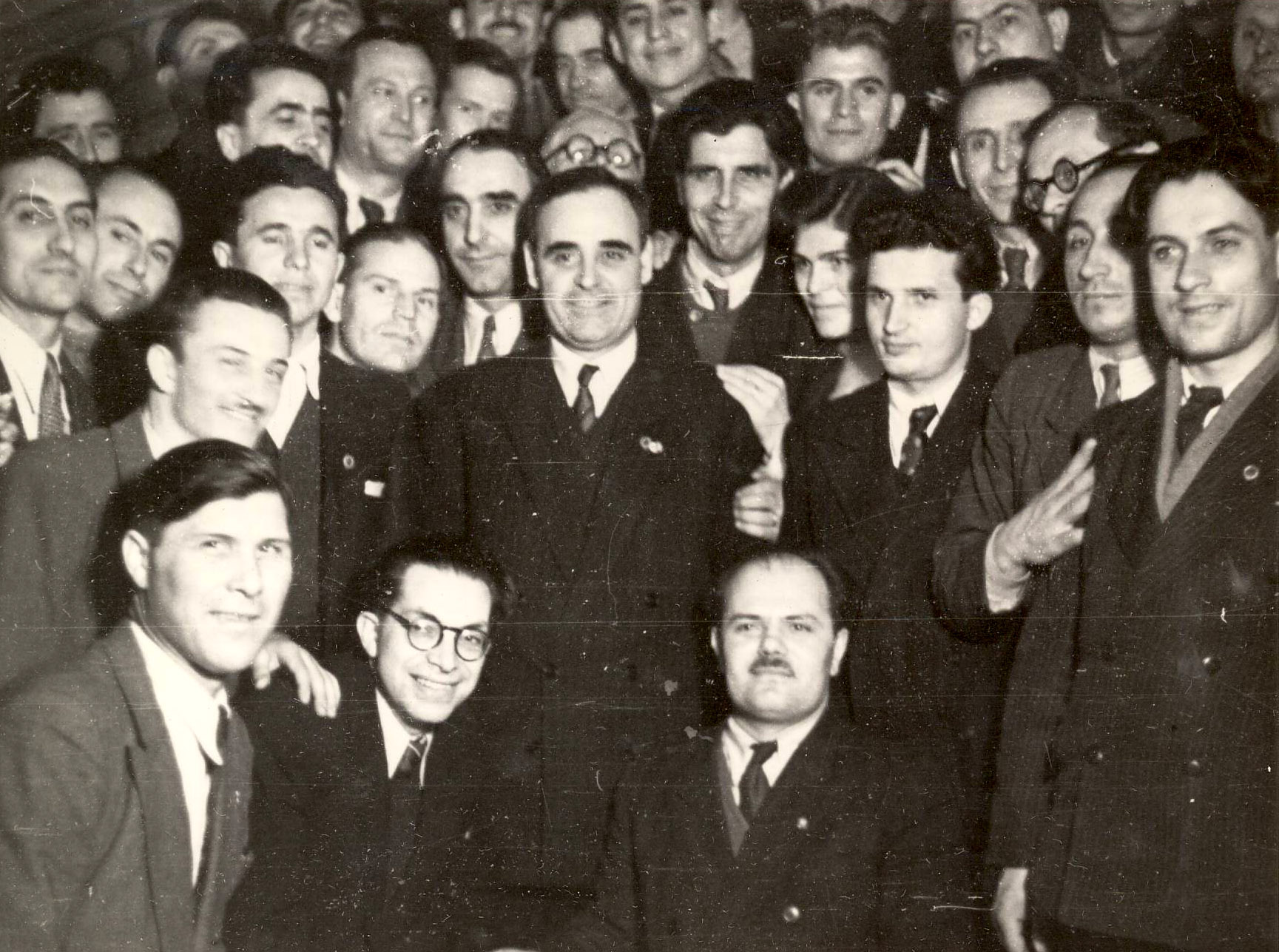
Gheorghiu-Dej (staand midden) met zijn latere opvolger Ceausescu rechts van hem (Zesde Congres van de RCP 1948)
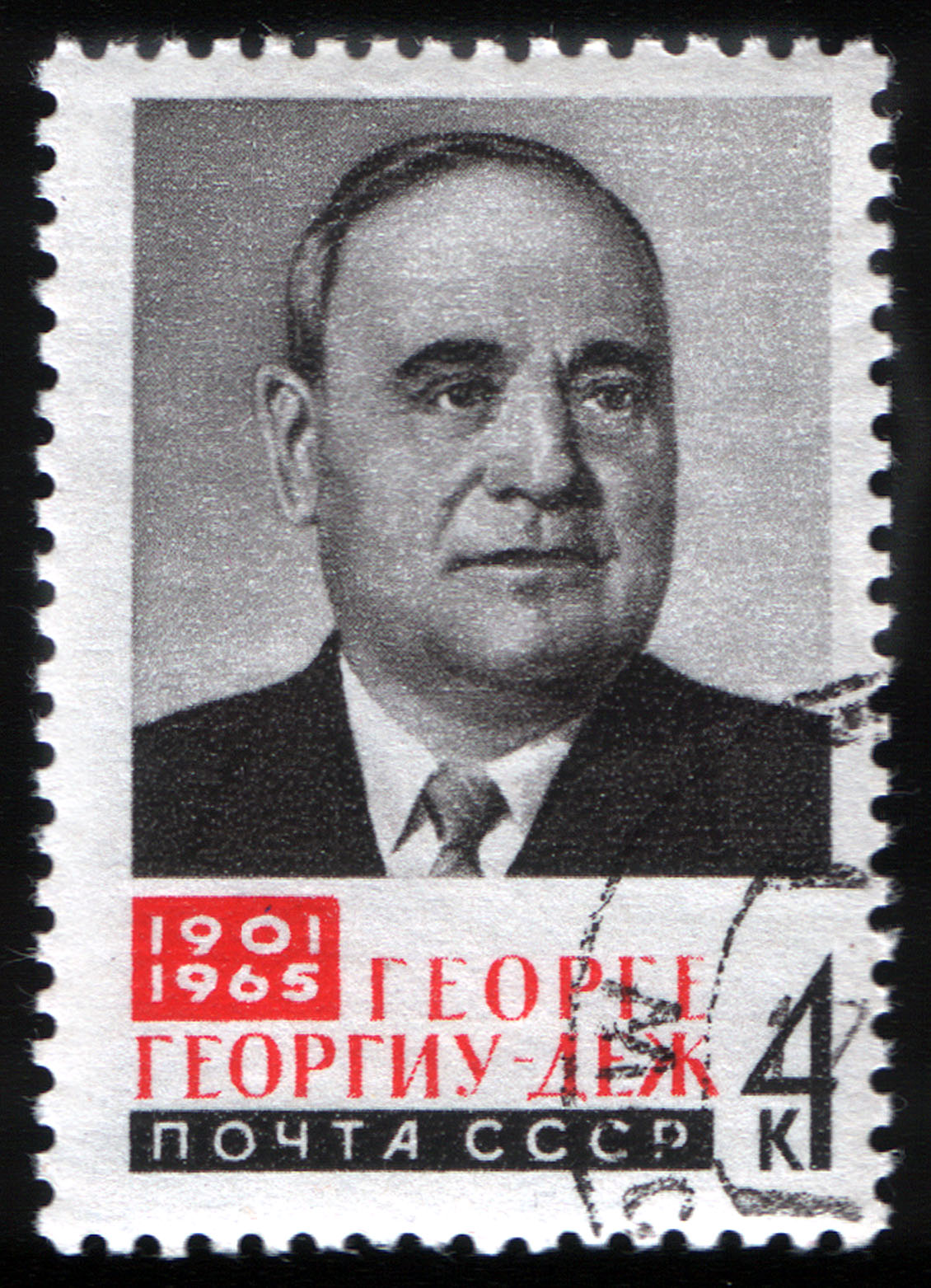
Gheorghiu-Dej op een postzegel uit de Sovjet-Unie, na zijn overlijden in 1965
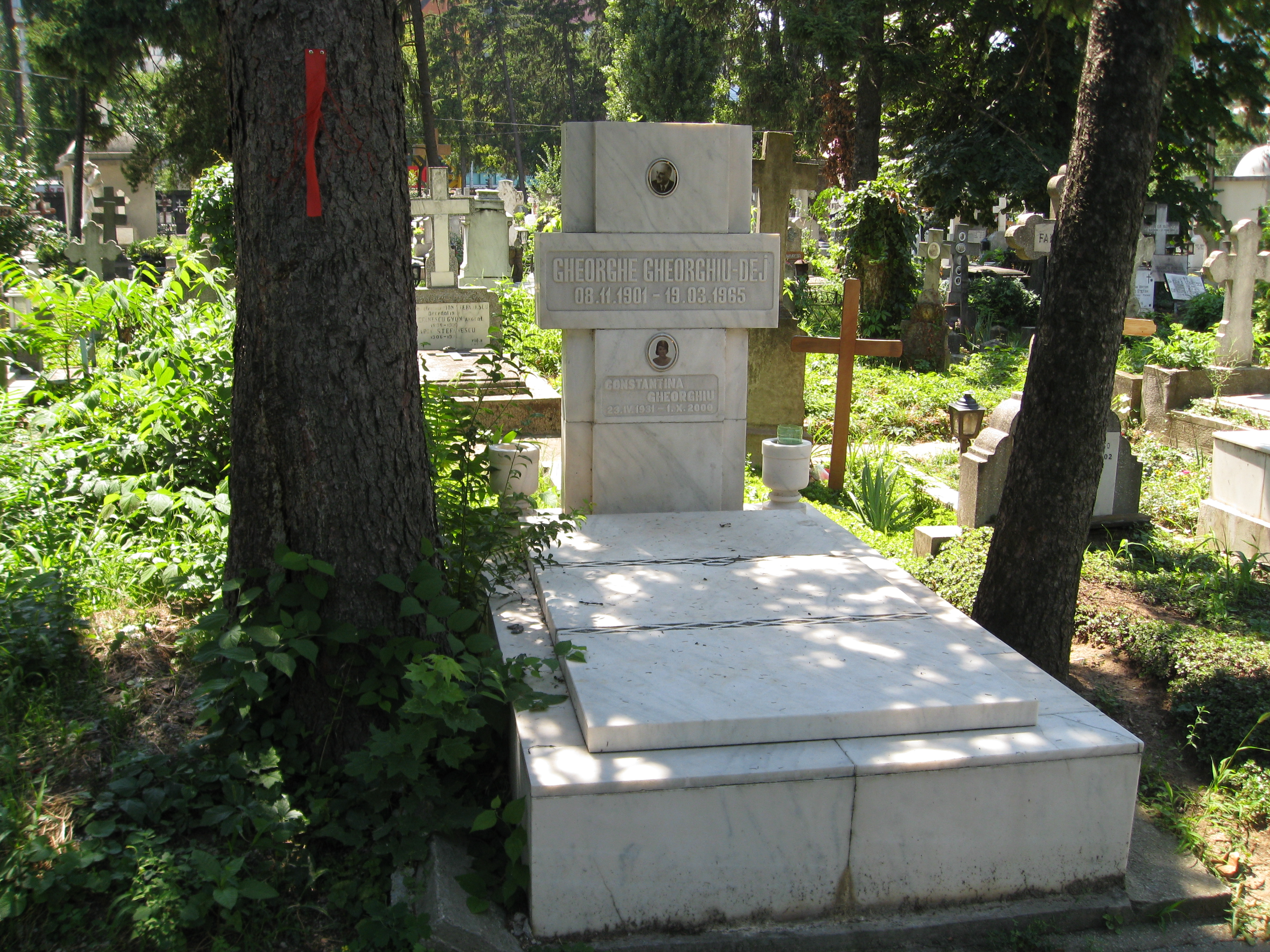
Graf van Gheorghiu-Dej op de militaire begraafplaats Bellu in Boekarest

- Bibliothèque nationale de France: cb12401980b (data)
- Gemeinsame Normdatei: 120402106
- International Standard Name Identifier: 0000 0001 2279 6992
- Library of Congress Control Number: n50068932
- Nationale Bibliotheek van Tsjechië: jn20010525229
- Nationale Bibliotheek van Israël: 987007422700905171
- Nationale Bibliotheek van Polen: a0000002261146
- Nederlandse Thesaurus van Auteursnamen: 120484021
- Istituto Centrale per il Catalogo Unico: PALV070558
- Système universitaire de documentation: 033121494
- Virtual International Authority File: 49310095
- WorldCat: E39PBJgxtcwQ3dH43KrbkhjQv3